# Diet Sayler

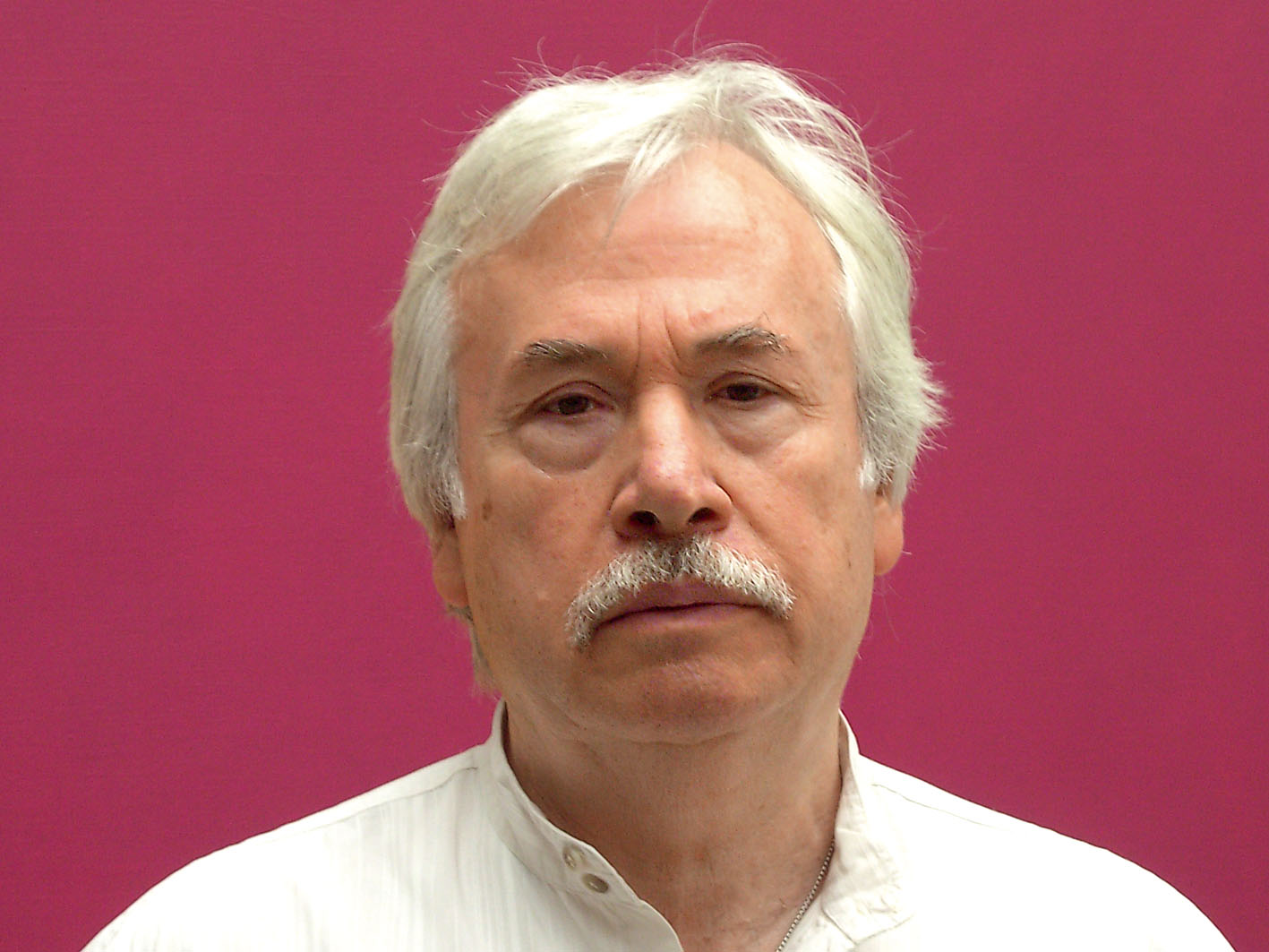
Diet Sayler

Diet Sayler (* 15. Dezember 1939 in Timișoara, Rumänien) ist ein deutscher Maler und Bildhauer.

## Schule, Ausbildung, Frühwerk

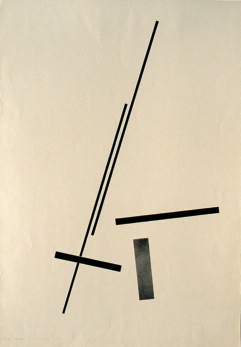
AK59 1969, Öl auf Papier, Museum of Modern Art

Diet Sayler studierte Hochbau an der Technischen Hochschule in Timișoara (1956–1961) und Malerei in der Klasse von Iuliu Podlipny. In den frühen 1960er Jahren entwickelte er eine abstrakte Malerei, die als westlich dekadent diffamiert und von allen Ausstellungen ausgeschlossen wurde. Erst 1968 zur Zeit des Prager Frühlings gelang der Durchbruch.
Die Ausstellung „5 junge Künstler“ zeigte in der Galeria Kalinderu in Bukarest zum ersten Mal abstrakt-konstruktive Kunst in Rumänien. Sayler übersiedelte nach Bukarest und konnte fortan im Ausland ausstellen, durfte aber nicht mitreisen. 1971 änderte sich das politische Klima. Der Frühling der Reformen in Bukarest war zu Ende und in der Folgezeit durften Saylers Arbeiten nicht mehr gezeigt werden. Sayler gab einige Interviews in der ausländischen Presse und geriet dann definitiv in die Isolation.

## Emigration und internationale Ausstellungsaktivität

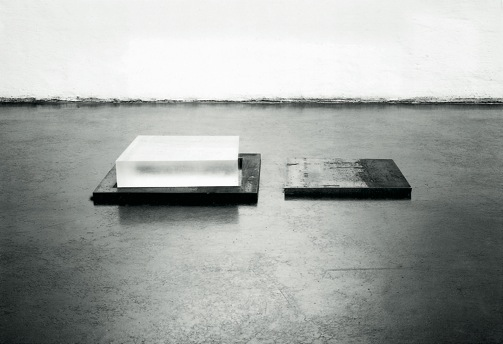
Bodenplastik 1982, Plexiglas und Stahl, 96,4 × 48,2 × 10,2 cm

Mit der Emigration nach Deutschland verlegte Sayler 1973 seinen Arbeits- und Lebensmittelpunkt nach Nürnberg, wo er neben seiner künstlerischen Arbeit ab 1976 auch als Dozent tätig wurde. 1975 zeigte er erstmals seine Arbeiten im Grand Palais in Paris. Es folgten Einzelausstellungen in der Galerie Hermanns in München, später in der Galleria Lorenzelli in Mailand und in der Galeria Edurne in Madrid. Seine Arbeit präsentierte er nun in vielen Ländern Westeuropas und in Brasilien, Japan und den USA. 1990 wurden nach dem Fall des Eisernen Vorhangs Retrospektiven von Diet Sayler auch in Osteuropa, im Tschechischen Museum Prag, im Vasarely Museum Budapest und im National Museum Bukarest gezeigt.
Die Ausstellungsreihe „konkret“ in Nürnberg (1980 bis 1990), für deren Leitung er verantwortlich zeichnete, erfuhr internationale Beachtung. Rund hundert verschiedene Künstler beteiligten sich, darunter Dan Flavin, Ellsworth Kelly, Kenneth Martin, Vera Molnár, François Morellet, Aurélie Nemours, Mario Nigro, Leon Polk Smith und Jesús Rafael Soto. 1988 kuratierte Sayler die deutsch-französische Ausstellung „Konstruktion und Konzeption“ in Berlin. Im selben Jahr bekam er den Camille-Graeser-Preis in Zürich. Neben den Ausstellungen mit Malerei, Grafik, Skulptur und Fotografie fand eine Reihe von ortsbezogenen Installationen statt: Galerie Grare Paris, Palazzo Ducale Genua, East West Galerie New York, St. Peter Cambridge, Gallery A London, Elly Cathedral, University Gallery Pilsen, MUWA Graz, Museo CAMEC La Spezia.
Für 2018 wurde Sayler der Große Kulturpreis der Stadt Nürnberg zugesprochen.

## Lehrtätigkeit

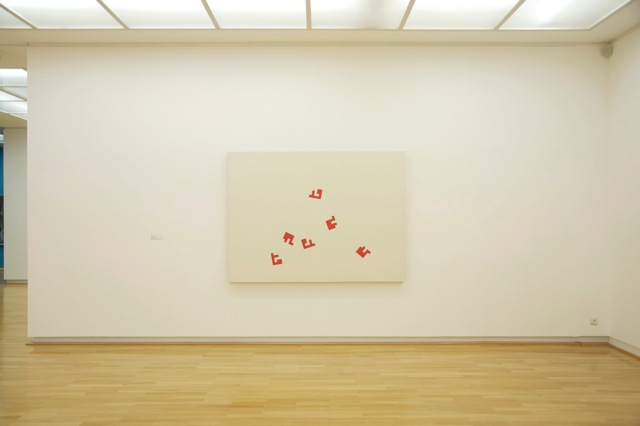
Wurfstück 1995, Kunstforum Ostdeutsche Galerie, Regensburg

Von 1992 bis 2005 ist Diet Sayler Professor an der Akademie der Bildenden Künste Nürnberg. Ein Lehrauftrag führte ihn 1995 als Gastdozent an die Statens Kunstakademi in Oslo. Nach der Emeritierung übernahm er 2006 die Leitung der XIII. Sommerakademie in Plauen.

## Werk

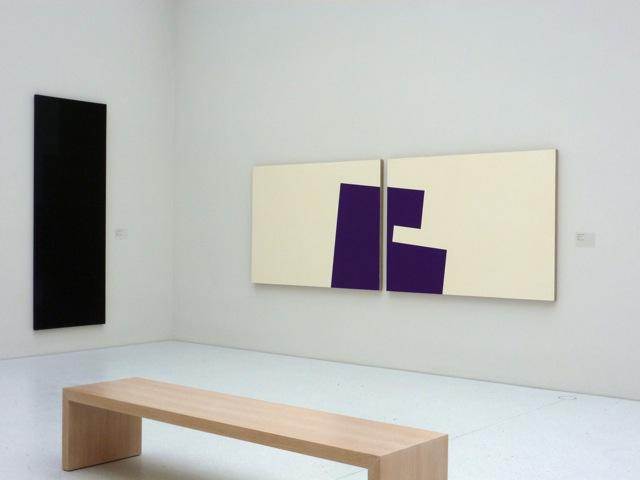
Malatesta 2002, Diptychon, Neue Galerie Kassel

Der junge Diet Sayler begeisterte sich für Brâncuși und Malewitsch. Am Beginn seiner Karriere ließ er sich vor allem vom Suprematismus und der russischen Revolutionskunst inspirieren. Er studierte die Theorien und Arbeiten der Künstler von De Stijl und dem Bauhaus. Dem Dadaismus entlehnte er später das seine Arbeiten begründende Zufallsprinzip.
Zur Konkreten Kunst fand Sayler aus Opposition zur politischen Realität und der Doktrin des sozialistischen Realismus. Der Antrieb zur Veränderung ist ein Leitmotiv seiner Arbeit.
Saylers frühe Arbeiten sind sehr farbig. In den Jahren der Verweigerung und der Opposition verschwindet die Farbe und Saylers Arbeiten kleiden sich in nüchternes Schwarz-Weiß. Nach dem Kulturschock der Emigration finden sich nur noch dünne Linien auf weißen Leinwänden. Gegen Ende der achtziger Jahre entwickelt Sayler ein System von Basis-Elementen, die zum Repertoire seiner Malerei werden. Die Farbe kehrt zurück. Es entstehen die Malstücke, Bivalenzen und Wurfstücke (mit dem Zufallsprinzip). In den späten 1990er Jahren entstehen die Wandstücke (Bodies) und die Engramme (Norigramme) als ortsbezogene Installationen in der Stadtarchitektur. Parallel dazu entwickeln sich die Fugen in den Räumen von Museen, Kirchen oder Galerien.
Am 19. November 2018 erhielt Sayler den Großen Kulturpreis der Stadt Nürnberg. Der Preis ist mit 10.000 Euro dotiert.

## Museen
- Albertina, Wien
- Museum und Kunstgalerie Birmingham, Birmingham
- Museum of Modern Art, New York City
- Musée de Grenoble, Grenoble
- Kunstmuseum Bayreuth, Bayreuth
- Museum für Konkrete Kunst, Ingolstadt
- Neue Galerie (Kassel), Kassel
- Wilhelm-Hack-Museum, Ludwigshafen
- Neues Museum Nürnberg, Nürnberg
- Kunstforum Ostdeutsche Galerie, Regensburg
- Museum Ritter, Waldenbuch
- Museum im Kulturspeicher, Würzburg
- Nationalmuseum Bukarest, Bukarest
- Muzeul de Artă Timișoara, Timișoara
- Museu de Arte Moderna do Rio de Janeiro, Rio de Janeiro

## Ausstellungen - Auswahl ab 2000
- 2024

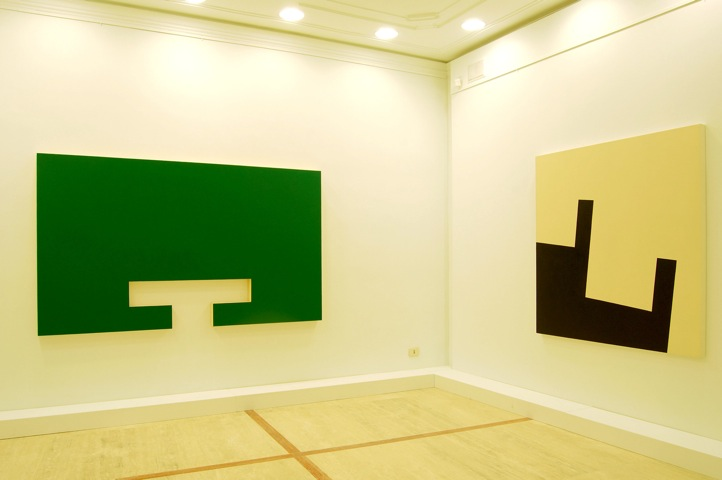
One Man Show, fortunaarte, Messina, 2008

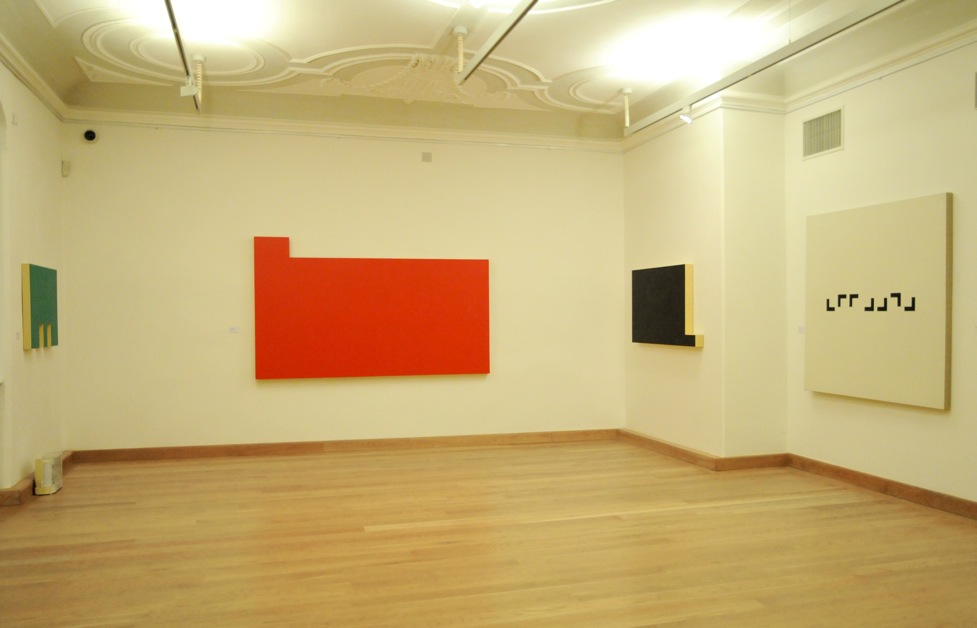
One Man Show, Kunstmuseum Bayreuth, 2009

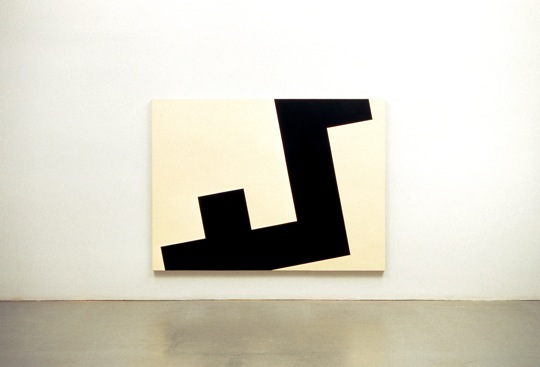
Teodosio 2002, Acryl auf Leinwand, Privatsammlung Nürnberg

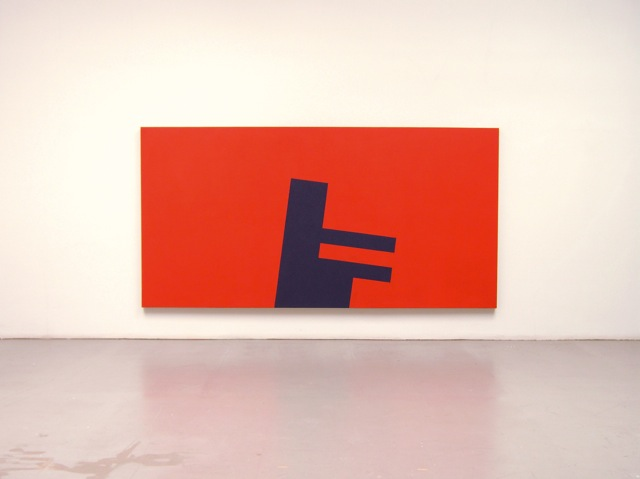
Gargano 2005, Acryl auf Leinwand, 147 × 287 cm

  - Idee: Konkret! Diet Sayler und die Konkreten, Kunstmuseum Bayreuth[3]

- 2013
  - Diet Sayler: Die Realität der Poesie. Neues Museum Nürnberg
  - Neue Galerie – neu gesehen. Neue Galerie, Kassel
  - Structure & Energie. The Need for Abstraction. 418 Gallery, Bucharest
- 2012
  - Chance as Strategy. Vasarely Muzeum, Budapest
  - Ornamentale Strukturen. Kunstverein Pforzheim
  - Künstler aus Rumänien im Ausland. Galerie Emilia Suciu, Ettlingen
- 2011
  - Schöne Aussichten. Wiedereröffnung der Neuen Galerie. Neue Galerie, Kassel.
  - Ornament - Seriality. Vasarely Museum Budapest.
  - De lineas, formas, medidas, color y materia. Galeria Edurne, Madrid.
  - Diet Sayler: Norigramme. Muzeul de Arta, Timisoara.
  - Ornamental Structures. Stadtgalerie Saarbrücken.
- 2010
  - Diet Sayler: Fuga ligure. Museo CAMeC, La Spezia.
  - Diet Sayler: Fuge. Museum der Wahrnehmung, Graz.
  - Couleur & Geometrie. Actualité de l´art construit européen. Musées de Sens.
  - Die Neue Galerie - Auftritt im Schloss Neue Galerie, Kassel.
  - Twentysix Gasoline Stations Ed Altri Libri DArtista. Museo Regionale di Messina.
- 2009
  - Diet Sayler: Malerei lügt nicht. Kunstmuseum Bayreuth.
  - L'oblique. Musée du Chateau de Montbéliard.
  - Diet Sayler: La Pittura non mente. Fortuna Arte, Messina.
  - Reflections upon Drawing. BWA Lublin.
  - Spazio Libro d’Artista. Palazzo Manganelli, Catania.
  - Sehen ganz nah und sehr fern. Städtische Galerie Erlangen.
- 2008
  - Diet Sayler. Galerie Ursula Huber, Basel.
  - Diet Sayler. Galerie der Moderne, München.
  - Diet Sayler. Retrospektive Städtische Galerie Erlangen.
  - Arhiva Demarco. Brukenthal National Museum Sibiu.
  - Dialog der Generationen. Forum konkrete Kunst, Erfurt.
  - Intelligible Non-Violent. Art Atlas Sztuki, Lodz.
- 2007
  - Still & Konsequent. Die Sammlung Uwe Obier, Kunstverein Siegen.
- 2006
  - Bewegung im Quadrat. Museum Ritter, Waldenbuch.
  - Kolekcja W centrum wydarzen. Zachęta, Lublin.
  - Diet Sayler. University Gallery Pilsen.
  - Diet Sayler und Tatsushi Kawanabe. kunst galerie fürth, Fürth.
  - Diet Sayler. BWA Lublin.
  - Motiva. Austria Center Vienna, Wien.
  - Square. Eröffnungsausstellung Museum Ritter, Waldenbuch.
  - Identidades. Galeria Edurne, Madrid.
- 2005
  - Stets Konkret. Die Hubertus Schoeller Stiftung. Leopold Hoesch Museum, Düren.
  - Diet Sayler. Galerie Uwe Sacksofsky, Heidelberg.
  - La boite en valise oder Die Neue Welt liegt mitten in Europa. Academy of Fine Arts, Prag.
  - Gelb und Gold. Galerie Linde Hollinger, Ladenburg.
  - experiment konkret. Museum für Konkrete Kunst, Ingolstadt.
- 2004
  - Europa konkret. Altana Galerie, Dresden.
- 2003
  - Kunst zeigt, was man nicht sieht. Städtische Galerie Erlangen.
  - Diet Sayler. Galerie Linde Hollinger, Ladenburg.
  - Diet Sayler. Galerie Kunst im Gang, Bamberg.
  - Konkrete Kunst - Einheit und Vielfalt. Kunsthalle Villa Kobe, Halle.
- 2002
  - Segni e contesti. Studio B2, Genua.
  - Diet Sayler., Nottingham Trent University.
- 2001
  - Diet Sayler: Geometria e tempo. Palazzo Ducale, Genua.
  - Kunst für Kaliningrad-Königsberg. Kaliningrad State Art Gallery.
- 2000
  - Diet Sayler. Czech Museum of Fine Arts, Prag.
  - Diet Sayler. Retrospective Kettle´s Yard, Cambridge.